# Wełyki Zozułynci
Wełyki Zozułynci (ukr. Великі Зозулинці, pol. hist. Zozulińce Wielkie) – wieś na Ukrainie, w obwodzie chmielnickim, w rejonie krasiłowskim, nad rzeką Słucz.

## Zabytki
- piętrowy dwór, w skrzydłach parterowy, krytych dachem dwuspadowym. Zniszczony w 1918 r.[1].